# Inno della Repubblica Ciuvascia
L'inno della Repubblica Ciuvascia è l'inno nazionale della Repubblica Ciuvascia, soggetto federale della Russia. La musica fu composta da German Lebedev, ed il testo venne scritto da İlle Tuktaş.

## Testo
| Testo ufficiale in ciuvascio | Romanizzazione | Trascrizione AFI | Testo in russo | Traduzione |
| --- | --- | --- | --- | --- |
| Ҫурхи тӗнче вӑраннӑ чух, Хаваслӑ кун шӑраннӑ чух, Чун савӑнать: чӗре сикет, Ҫӗршывӑм ҫинчен юрлас килет. Хушса юрламалли: 𝄆 Тӑван ҫӗршыв, 𝄇 Асран кайми Юратнӑ ҫӗршыв. 𝄆 Тӑван ҫӗршыв, 𝄇 Мухтав сана, Ҫуралнӑ ҫӗршыв! Яшсем–херсем вылянӑ чух, Атте–анне ӑс панӑ чух, Чун савӑнать, чӗре сикет, Татах та нумай пурнас килет. Хушса юрламалли Тӑвансемпе пӗрлешнӗ чух, Чӑваш тӗнчи ҫӗкленнӗ чух, Чун савӑнать: чӗре сикет, Татах та хастар пулас килет. Хушса юрламалли | Curhi tĕnçe vărannă çuh, Havaslă kun şărannă çuh, Çun savănat: çĕre siket, Cĕrşıvăm cinçen yurlas kilet. Huşsa yurlamalli: 𝄆 Tăvan cĕrşıv, 𝄇 Asran kaymi Yuratnă cĕrşıv. 𝄆 Tăvan cĕrşıv, 𝄇 Muhtav sana, Curalnă cĕrşıv! Yaşsem–hersem vılyană çuh, Atte–anne ăs pană çuh, Çun savănat, çĕre siket, Tatah ta numay purnas kilet. Huşsa yurlamalli Tăvansempe pĕrleşnĕ çuh, Çăvaş tĕnçi cĕklennĕ çuh, Çun savănat: çĕre siket, Tatah ta hastar pulas kilet. Huşsa yurlamalli | [ɕurʲˈɣʲi tʲɘ̆nʲˈʨ̬ʲɛ ʋɤ̆ranˈna ʨux] [xaˈʋaslɤ̆ kun ʂɤ̆ˈranːɤ̆ ʨux] [ʨux saʋɤ̆ˈnatʲ ʨʲɘ̆ˈrʲɛ sʲiˈk̬ʲɛtʲ] [ɕʲɘ̆rʲˈʂɯʋɤ̆m ɕʲinʲˈʨ̬ʲɛnʲ jurˈlas kʲiˈlʲɛtʲ] [xuʂˈsa jurlamalʲˈlʲi] 𝄆 [tɤ̆ˈʋan ɕʲɘ̆rʲˈʂ̬ɯʋ] 𝄇 [as̬ˈraŋ kajˈmʲi] [juˈrat̬nɤ̆ ɕʲɘ̆rʲˈʂ̬ɯʋ] 𝄆 [tɤ̆ˈʋan ɕʲɘ̆rʲˈʂ̬ɯʋ] 𝄇 [muxˈtaʋ saˈna] [ɕuˈralnɤ̆ ɕʲɘ̆rʲˈʂ̬ɯʋ] [jaʂˈsʲɛmʲ xʲɛrʲˈs̬ʲɛmʲ ʋɯlˈjanɤ̆ ʨux] [atʲˈtʲɛ anʲˈnʲɛ ɤ̆s ˈpanɤ̆ ʨux] [ʨun saʋɤ̆ˈnatʲ ʨʲɘ̆ˈrʲɛ sʲiˈk̬ʲɛtʲ] [taˈt̬ax ta nuˈmaj purˈnas kʲiˈlʲɛtʲ] [xuʂˈsa jurlamalʲˈlʲi] [tɤ̆ʋanʲs̬ʲɛmʲˈpʲɛ pʲɘ̆rʲˈlʲɛʂʲnʲɘ̆ ʨux] [ʨɤ̆ˈʋaʂ tʲɘ̆nʲˈʨ̬ʲi ɕʲɘ̆k̬ʲˈlʲɛnʲːɘ̆ ʨux] [ʨun saʋɤ̆ˈnatʲ ʨʲɘ̆ˈrʲɛ sʲiˈk̬ʲɛtʲ] [taˈt̬ax ta xasˈtar puˈlas kʲiˈlʲɛtʲ] [xuʂˈsa jurlamalʲˈlʲi] | Когда весны высокий свод, Лучи живые щедро льёт, — На добрый лад судьбу верша, О крае родном поёт душа. Припев: Поклон тебе, о Родина, Красавица На все времена. Поклон тебе, о Родина, Да славится Родная страна! Отцам на смену выйдя в путь, Ты, юность, им опорой будь. На добрый лад судьбу верша, О жизни большой поёт душа. Припев Народ народу — друг и брат, Отныне и чуваш крылат, На добрый лад судьбу верша, О силе людской поёт душа. Припев | Quando il mondo si sveglia in primavera, Quando si odono trilli di gioiosa giornata, La mia anima gioisce, il mio cuore batte, Voglio cantare del mio paese. Ritornello: 𝄆 Oh patria, 𝄇 L'indimenticabile Amata patria. 𝄆 Oh patria, 𝄇 Lode a te, La mia terra natale! Ritornello Quando i giovani si divertono, Quando i genitori ammoniscono. La mia anima gioisce, il mio cuore batte, Voglio cantare del mio paese. Ritornello Quando i parenti si incontrano, E quando il mondo ciuvascio sorgerà, La mia anima gioisce, il mio cuore batte, Voglio cantare del mio paese. Ritornello |